# Алі IV
Алі IV Далатумі (*д/н —1846) — останній маї (володар) і султан Борну в 1846 році.

## Життєпис
Походив з Другої династії Сейфуа. Син маї Ібрагіма IV. На цей час фактична влада перейшла до роду аль-Канемі, що носили титул шеху (шейх).
1846 році батько Алі намагався повалити владу шеху Умара, але зазнав поразки й загинув. Останній поставив на трон Борну Алі IV. Втім ще до кінця року повалив його також, ліквідувавши титул маї. Тепер офіційно династія аль-Канемі посіла трон Борну.
Того ж року Мухаммад аль-Шаріф, султан Вадаї, спробував відновити Алі на троні. В Бірні його знову оголосили маї Борну. Втім після попереднього успіху війська Вадая та прихильників Алі IV зазнали поразки. Невдовзі останній помер або загинув.